# FilesTube
FilesTube war eine im Jahr 2007 gegründete Metasuchmaschine, die Dateien von diversen Filesharing- und Filehosting-Plattformen indiziert hatte. Mit FilesTube konnte man eine Vielzahl urheberrechtlich geschützter Dateien finden.
Die Seite FilesTube beinhaltete auch eine Sektion für Videos, Computerspiele, Songtexte und Software. Eigentümerin war die polnische Firma Red-Sky.

## Name und Logo
Name und Logo der Webseite ähneln stilistisch denen der Videoplattform YouTube. Während das alte Logo nahezu wie das Youtube-Logo aussah (der Wortteil „Files“ ersetzte das „You“, und anstatt rot wurde das Logo blau koloriert), sind für das gegenwärtige Logo leichte Änderungen vorgenommen worden.

## Rezeption
Donnie Jenkins von der Times Free Press bezeichnete die Website als „eine Suchmaschine mit dem Zweck, herunterladbare Dateien wie zum Beispiel Videos, Audios und Dokumente zu finden“.

## Urheberrechtsverletzungen und Blockierungen
FilesTube löschte auf Anfrage (DMCA Takedown Notice) urheberrechtlich geschützte Inhalte aus seinen Suchergebnissen. Dennoch wird die Seite aufgrund von Gerichtsentscheidungen und Regierungsmaßnahmen in verschiedenen Ländern blockiert: 
- Malaysia im Juni 2011[6]
- Das Vereinigte Königreich im Oktober 2013[7][8]

## Ende der Suchfunktion
Am 1. Dezember 2014 stellte FilesTube seine Suchfunktion ein. Jetzt leitet die Domain auf ein Portal für kostenfreie und legale Downloads von Independent-Filmen und Serien weiter.